# Porozina
Porozina (italienisch Porosina, deutsch veralt. Poresin) ist ein Ort an der Nordspitze der Insel Cres, Kroatien. In Ortsnähe befindet sich der Fährhafen, der neben dem südlicher gelegenen Hafen von Merag eine Hauptverbindung der Insel zum Festland darstellt. Hier legen die Fähren von Brestova (Istrien) kommend an. Im kleinen Ortskern befindet sich ein historischer Kirchenbau und ein Kloster.